# باغ کلان
باغِ کَلان (تاجیکستان) (به لاتین: Bogikalon) یک منطقهٔ مسکونی در تاجیکستان است که در ولایت سغد واقع شده‌است.